# Lista de episódios de Terra Nova
Terra Nova é uma série norte-americana de ficção científica, produzida por Steven Spielberg e criada por Kelly Marcel e Craig Silverstein. Estreou nos Estados Unidos a 26 de Setembro de 2011 na FOX. No Brasil estreou no dia 10 de Outubro de 2011 na FOX Brasil e em Portugal na TVI, a 6 de Novembro do mesmo ano.
A série começa no ano de 2149, um momento em que toda a vida do planeta Terra está em perigo de extinção. Em um esforço para salvar a raça humana, os cientistas descobriram uma fenda no espaço-tempo, permitindo viagens a Terra pré-histórica, 85 de milhões de anos atrás. A família Shannon se une à décima peregrinação para Terra Nova, a primeira colônia de humanos do outro lado do portal.

## 1ª Temporada
| N° na série | N° na temporada | Título Original  | Dirigido por     | Escrito por                                                                                                  | Audiência (nos EUA) | Data de transmissão original |
| --- | --------------- | ---------------- | ---------------- | --- | ------------------- | ---------------------------- |
| 1 | 1               | Genesis (Part 1) | Alex Graves      | Kelly Marcel & Craig Silverstein Teleplay por: Craig Silverstein & Kelly Marcel e Brannon Braga & David Fury | 9.22                | 26 de setembro de 2011       |
| No ano de 2149, o oficial de polícia Jim Shannon é preso por seis anos por agredir outro agente de polícia e ter um terceiro filho com sua mulher em uma sociedade onde as famílias se limitam a dois filhos. Dois anos depois de sua condenação, sua esposa foi recrutada para viajar 85 milhões de anos atrás no tempo a Terra Nova, uma colônia pré-histórica que está tratando de reinventar o passado para um futuro melhor, ainda com a necessidade de coexistir com os dinossauros. Como sua esposa só podia levar dois filhos com ela, esta ajuda Jim a escapar da prisão, para que toda a família possa viajar no tempo. Uma vez em Terra Nova, Jim se reúne com o Comandante Nathaniel Taylor já que no futuro fora um bom soldado e termina no grupo de agricultura. |                 |                  |                  | |                     |                              |
| 2 | 2               | Genesis (Part 2) | Alex Graves      | Brannon Braga & David Fury                                                                                   | 9.22                | 26 de setembro de 2011       |
| O grupo inimigo chamado os Sextos se apresenta e Jim é promovido a guarda de segurança depois de deter um deles em sua tentativa de assassinar o Comandante Taylor. Josh conhece uma garota chamada Skye que tem vários amigos com quem sai escondida de Terra Nova e se adentram na mata onde descobrem uma série de equações matemáticas numa cascata. Quando se preparam para voltar se dão conta de que os Sextos roubaram a bateria de seus veículos, são atacados por uma manada de Slashers e tem que ser resgatados pela equipe de segurança de Terra Nova. |                 |                  |                  | |                     |                              |
| 3 | 3               | Instinct         | Jon Cassar       | René Echevarria & Brannon Braga                                                                              | 8.73                | 3 de outubro de 2011         |
| Jim e Taylor devem salvar a colônia antes que seja destruída por uma legião de Pterossauros. Elisabeth descobre um velho amor em Terra Nova que pode ser quem a recrutou. Skye trata de fazer Josh se sentir em casa. Reynolds tem um efeito protetor com Maddy. |                 |                  |                  | |                     |                              |
| 4 | 4               | What Remains     | Nelson McCormick | Brynn Malone                                                                                                 | 7.00                | 10 de outubro de 2011        |
| Elisabeth, Jim, Malcolm e Taylor descobrem um misterioso vírus que causa perda de memória, paranoia e eventualmente a morte quando investigam o silêncio de um rádio no posto científico. Eles devem trabalhar juntos para encontrar uma cura antes que seja tarde demais. |                 |                  |                  | |                     |                              |
| 5 | 5               | The Runaway      | Jon Cassar       | Barbara Marshall                                                                                             | 8.31                | 17 de outubro de 2011        |
| Uma equipe de Terra Nova encontra uma menina chamada Leah vagando pela selva de noite. Ela é levada a Terra Nova, onde se aloja com os Shannon. A tenente Washington é capturada pelos Sextos mas logo liberada. Jim, Taylor e Washington descobrem que Leah não é qeum diz ser, sendo uma espiã enviada pelos Sextos para roubar algo que está escondido na cidade. |                 |                  |                  | |                     |                              |
| 6 | 6               | Bylaw            | Nelson McCormick | Paul Grellong                                                                                                | 6.59                | 31 de outubro de 2011        |
| Jim e Taylor investigam um primeiro assassinato na colônia. Skye ajuda Josh a encontrar uma maneira de reunir-se com sua namorada, que vive no ano de 2149. Elisabeth e Zoe tratam de ajudar na sobrevivência de um Ankylossauro que não termina de eclodir. |                 |                  |                  | |                     |                              |
| 7 | 7               | Nightfall        | Jon Cassar       | Terry Matalas & Travis Fickett                                                                               | 7.75                | 7 de novembro de 2011        |
| Um meteorito interrompe a energia de Terra Nova. Maddy e Reynolds ficam na selva sem poder voltar. Em Terra Nova, Elisabeth e Skye deverão trabalhar juntas para salvar uma vida, Taylor tenta prevenir uma invasão de Mira e os Sextos, um homem misterioso demonstra sua presença. |                 |                  |                  | |                     |                              |
| 8 | 8               | Proof            | Bryan Spicer     | David Graziano & Brynn Malone                                                                                | 7.01                | 14 de novembro de 2011       |
| Maddy se emociona com a chegada de um grande cientista mas termina investigando-o já que este não parece quem diz ser, Boylan dá a Josh uma missão da parte de Mira para ele roubar remédios e entregar aos Sextos em troca de eles trazerem a Terra Nova sua namorada. |                 |                  |                  | |                     |                              |
| 9 | 9               | Vs.              | Bryan Spicer     | Jose Molina                                                                                                  | 6.50                | 21 de novembro de 2011       |
| Boylan, sob efeito de alguma droga, comenta a Shannon (pensando que é Taylor) onde se encontra um corpo enterrado. Jim investiga e descobre que ele foi assassinado por Taylor. Este comenta a Jim como o matou e por quê. Em Terra Nova celebra-se uma festa. |                 |                  |                  | |                     |                              |
| 10 | 10              | Now You See Me   | Karen Gaviola    | Paul Grellong                                                                                                | 7.19                | 28 de novembro de 2011       |
| Mira e Taylor se encontram na selva onde ele aprende mais sobre seus planos e de seu filho. Mas logo os dois enfrentam um inimigo pré-histórico que devem derrotar juntos.Os Sextos se apressam a cobrir seus rastros, Terra Nova segue em alerta. Zoe enfrenta uma difícil decisão já que o Ankylossauro que está cuidando cresce rapidamente. |                 |                  |                  | |                     |                              |
| 11 | 11              | Within           | Karen Gaviola    | Barbara Marshall                                                                                             | 6.88                | 12 de dezembro de 2011       |
| Taylor e Shannon vão atrás de um espião infiltrado dos Sextos, que é Skye. A mesma trata de salvar sua mãe das garras de Lucas, o filho de Taylor que a põe a prova dando-lhe uma missão para salvar sua mãe. Por outro lado Maddy está tentando encontrar um núcleo para um dispositivo pessoal, e faz o que é preciso para encontrar. |                 |                  |                  | |                     |                              |
| 12 | 12              | Occupation       | Jon Cassar       | Brynn Malone & Barbara Marshall                                                                              | 7.24                | 19 de dezembro de 2011       |
| A 11ª peregrinação chega a Terra Nova. Com a ajuda de Lucas e Mira, os Sextos tentam saquear os recursos de Terra Nova. |                 |                  |                  | |                     |                              |
| 13 | 13              | Resistance       | Jon Cassar       | Terry Matalas & Travis Fickett                                                                               | 7.24                | 19 de dezembro de 2011       |
| Jim e Taylor lutam com o grupo dos Sextos. Uma decisão importante se faz sobre o futuro de Terra Nova, depois que Jim se vê obrigado a fazer um sacrifício. |                 |                  |                  | |                     |                              |